# Hynerpeton
Hynerpeton es un género extinto de tetrápodos carnívoros. Alcanzaba una longitud de un metro y medio. Como muchos otros tetrápodos primitivos, se lo suele referir como un anfibio, a pesar de no ser un miembro de la clase Amphibia. En el Devónico tardío las plantas evolucionaron a árboles y se desarrollaron vastas extensiones de bosques, lo que provocó un incremento del oxígeno atmosférico. Hynerpeton poseía pulmones desarrollados, lo que le permitía aprovechar las condiciones reinantes. Sus pulmones posiblemente tenían la forma de los sacos de aire característicos de los vertebrados modernos.

## En la cultura popular
Hynerpeton aparece en el primer episodio del documental Walking with Monsters (2005). Se le presenta como descendiente del pez acorazado Cephalaspis un agnato que nada tiene que ver con los tetrápodos; y sus huevos como modelo los huevos desprotegidos de los anfibios que acabarán originando los huevos con cáscara de los primeros reptiles (representados en el documental por los de Petrolacosaurus).